# Faustina Bordoni
Faustina Bordoni (Venezia, 11 novembre 1697 – Venezia, 4 novembre 1781) è stata un contralto italiano, considerata uno dei grandi fenomeni vocali del XVIII secolo.

## Biografia
Proveniva da una distinta famiglia veneziana da cui ricevette i primi insegnamenti. In seguito studiò con Alessandro Marcello e Benedetto Marcello, ed ebbe come compagno di classe Michelangelo Gasparini.
Debuttò a Venezia nel 1716 e la sua carriera si svolse inizialmente in Italia e alle corti di Vienna e Monaco. 
Nel 1726 è nella première di Alessandro di Händel con Francesca Cuzzoni, Francesco Bernardi, Luigi Antinori e Giuseppe Maria Boschi nell'His Majesty's Theatre in Haymarket di Londra. 
Nel 1727 è Ermione nella première di Astianatte di Giovanni Bononcini con la Cuzzoni e Boschi nell'Her Majesty's Theatre di Londra. 
Nel 1728 è Emira nella première di Siroe con la Cuzzoni, Bernardi e Boschi nell'Her Majesty's Theatre di Londra.
Nel 1730 sposò a Venezia il compositore Johann Adolph Hasse, delle cui opere divenne l'interprete principale.
Nel 1731 è la protagonista in Cleofide di Hasse con Domenico Annibali nella première a Dresda. Nella Opernhaus am Zwinger della città tedesca le succedettero le colleghe-rivali italiane Teresa Albuzzi-Todeschini e Regina Mingotti.
Il nome della Bordoni, legato indissolubilmente a quello della sua grande rivale, Francesca Cuzzoni, spicca all'interno della tradizione canora italiana per aver portato alla perfezione un virtuosismo alla maniera di Caffarelli. Divenne famosa per il suo prodigioso canto di coloratura, per la velocità e la precisione con cui eseguiva i passaggio più spericolati, per il fraseggio elegante e infine per la bellezza fisica, che le guadagnò un gran numero di ammiratori.
Come altre grandi primedonne dell'epoca, quali Vittoria Tesi o Francesca Cuzzoni, dovette far fronte per tutta la sua carriera alla straordinaria fortuna dei castrati, come Filippo Balatri, che riuscì a sfidare sul loro terreno, quello dell'opera seria.
È sepolta insieme al marito nella chiesa di San Marcuola.

## Ruoli creati
- Isifile ne La conquista del Vello d'oro di Antonio Maria Bononcini (1717, Reggio Emilia)
- Irene ne Il Bajazet di Francesco Gasparini (1719, Reggio Emilia)
- Il ruolo del titolo in Ifigenia in Tauride di Giuseppe Maria Orlandini (carnevale 1719, Venezia)
- Enone in Paride di Orlandini (1720, Venezia)
- Ottavia in Nerone di Orlandini (1721, Venezia)
- Elisa in Astarto di Luca Antonio Predieri (1721, Bologna)
- Anagilda in Publio Cornelio Scipione di Leonardo Vinci (1722, Napoli)
- Rossane in Alessandro di Händel (5 maggio 1726, Londra)
- Alceste in Admeto di Händel (31 gennaio 1727, Londra)
- Ermione in Astianatte di Bononcini (6 maggio 1727, Londra)
- Berenice in Lucio Vero di Attilio Ariosti (1727, Londra)
- Zidiana in Teuzzone di Ariosti (ottobre 1727, Londra)
- Pulcheria in Riccardo primo, re d'Inghilterra di Händel (11 novembre 1727, Londra)
- Emira in Siroe, re di Persia di Händel (17 febbraio 1728, Londra)
- Elisa in Tolomeo di Händel (30 aprile 1728, Londra)
- Il ruolo del titolo in Adelaide di Orlandini (carnevale 1729, Venezia)
- Semira in Gianguir di Geminiano Giacomelli (1729, Venezia)
- Tusnelda in Arminio di Hasse (1730, Milano)
- Il ruolo del titolo in Cleofide di Hasse (13 settembre 1731, Dresda)